# Ulmus mexicana
Ulmus mexicana är en almväxtart som först beskrevs av Frederik Michael Liebmann, och fick sitt nu gällande namn av Jules Émile Planchon. Ulmus mexicana ingår i släktet almar, och familjen almväxter. Inga underarter finns listade i Catalogue of Life.
Arten förekommer från centrala Mexiko till norra Panama. Den växer i låglandet och i bergstrakter mellan 80 och 2500 meter över havet. Trädet ingår vanligen i skogar.
För beståndet är inga hot kända. Ulmus mexicana har en stor population och den hittas i flera skyddszoner. IUCN listar arten som livskraftig (LC).